# Федеріко да Монтефельтро
Федеріко да Монтефельтро (італ. Federico da Montefeltro; 7 червня 1422 — 10 вересня 1482) — 2-й герцог Урбіно в 1444—1482 роках. Відомий також як Федеріко III (рахунок ведеться за представниками його династії).

## Життєпис
Походив з роду Монтефельтро. Позашлюбний син Гвідантоніо да Монтефельтро, графа Урбіно, герцога Сполето. Народився 1422 року в замку Петройя поблизу Губбіо. 1424 року за згодою дружини батька — Катерини Колона — був узаконений папою римським Мартином V. Провів своє дитинство спочатку в бенедиктинському монастирі Гайфи поблизу Урбіно, потім при дворі Джованні Алідосі, вдови графа Бартоломео Бранкалеоні.
З 1433 року мешкав у Венеції і Мантуї заручником. У Мантуї навчався в Вітторино да Фельтре. У 1437 році висвячений на лицаря імператором Сигізмундом I. У тому ж році в Губбіо одружився з представницею роду Бранкалеоне, завдяки чому отримав землю Меркателло.
Почав військову кар'єру в 1438 році під керівництвом Нікколо Піччініно, очоливши військову компанію (підроділ) «Фельтрія». У 1441 році відзначився при захопленні замку Сан-Лео. Після відставки Піччінніно захищав Пезаро від військ Сиджизмондо Пандольфо Малатести, сеньйора Ріміні. У 1443 році став графом Меркателло.
1444 року зведений брат Оддантоніо да Монтефельтро, герцог Урбіно, був убитий в результаті змови. Не встановлено, чи брав участь у змові Федеріко, але незабаром він захопив владу в Урбіно. Фінансове становище герцогства на той час було важким.
Невдовзі поступив на службу до Франческо Сфорци, що готувався захопити Міланське герцогство. Останній довірив Монтефельтро оборону своїх володінь у Марці. Як частину платні герцог Урбіно отримав в заставу місто Пезаро. 1445 року за 13 тис. флоринів купив в Галеаццо Малатести місто Фоссомброне, не отримавши на це згоди папи римського Миколая V. Останній не підтвердив за Федеріко титул герцога. 1446 року викрив змову проти себе. 1447 року отримав апостольський вікаріат в Урбіно.
У 1450 році проти Сфорци виступила Венеція. В Марці діяв венеціанський союзник — Сиджизмонд Пандольфо Малатеста, який намагався захопити Фоссомброне але марно. Невдовзі під час турніру втратив праве око. 1451 році перейшов на службу до Альфонсо V, короля Арагону, Сицилії і Неаполю. 1453 року разом з військом захворів на малярію, проте зміг одужати. Після укладання миру в Лоді 1454 року між Міланом, Флоренцією та Неаполем був звільнений королем.
1457 року помирає його дружина. 1458 року призначено генерал-капітаном Папської держави. 1460 року оженився вдруге. 1462 року призначається гонфолоньєром Папського престолу. Невдовзі герцог Федеріко розгромив Малатесту у битві на річці Чесано, а 1463 року захопив Фано і Сінегалію, полонивши Малатесту. Папа римський Пій II призначив Монтефельтро вікарієм захоплених міст.
1464 року виступив проти Франческо делла Ангілярі, сеньйора Ветралли, Капрароди і Санта-Пупи в Лаціумі, що не визнавав влади папи римського. Здолав Ангілярі, якого запроторено було до замку Св. Ангела у Римі. 1465 році захопив Чезену і Бертіноро в Роберто Малатести.
1466 року перебрався до двору нового міланського герцога Галеаццо Марія Сфорци. 1467 року Монтефельтро командував міланською армією у битві біля Молінелли проти Бартоломео Коллеоні, гонфолоньєра Венеції. 1469 року не виявив надмірного завзяття у приєднанні Ріміні до Папської області, фактично сприявши переходу цієї сеньйорії до Роберто Малатести.
1474 року папа римський Сікст IV затвердив за Федеріко да Монтефельтро титул герцога Урбіно. Тоді ж отримав ордени золотої шпори від папи римського, орден горностаю від короля Неаполю, орден підв'язки від Англії. У 1478 році Федеріко да Монтефельтро став організатором змови Пацці проти Лоренцо Медичі та його брата, правителів Флоренції. До таких висновників у 2003 році дійшов М. Симонетта, розшифрувавши лист герцога до своїх представників у Римі.
1482 році найнятий Ерколе I д'Есте, герцогом Феррари, Модени і Реджо, для війни проти Венеціанської республіки. Отримав посаду генерального капітана союзу між Феррарою, Флоренцією, Неаполем та Міланом проти Венеції та Папського престолу. Втім невдовзі захворів на малярію й помер у Феррарі. Йому спадкував єдини син Гвідобальдо.

## Меценатство
Сприяв перетворенню Урбіно на один з центрів Відродження. Він намагався перебудувати палац Монтефельтро, створивши «ідеальне місто». Для цієї мети запросив архітекторів Лучано Лаурана і Франческо ді Джорджо Мартіні. Над прикрасою працювали художники П'єро делла Франческа, Паоло Уччелло, Педро Берругете, Джованні Боккаті, Юстус ван Гент. Їх зусиллями було створено один з чудових європейських архітектурних ансамблів.
Також збирав рукописні книги, створивши велику бібліотеку. Водночас називав друковані книги «механічним мистецтвом».

## Родина
1. Дружина — Джентілія, донька Бартоломео Бранкалеоне, графа Массі Трабарія
дітей не було
2. Дружина — Батиста, донька Алесандро Сфорца, сеньйора Пезаро
Діти:
- Джованна (1463—1514), дружина Джованні делла Ровере, герцога Арче і Сора
- Єлизавета (1464—1510, Венеція), дружина Роберто Малатести
- Констанція (1466—1518), дружина Антонелло ді Сансеверіно
- Чіара (1468—1521), черниця
- Агнесіна (1470—1506), дружина Фабріціо Колони
- Гвідобальдо (1472—1508), 3-й герцог Урбіно
- 4 бастарди